# Flamengo (Rio de Janeiro)
Flamengo és un barri de la zona Sud de la ciutat de Rio de Janeiro, a Brasil. El barri té una platja i un parc del mateix nom.
El nom de Flamengo és un homenatge al navegador holandès Olivier van Noort, considerat falsament com flamenc. En el transcurs del segle xviii, van Noort va intentar envair la ciutat de Rio de Janeiro a bord del seu vaixell anomenat Urca. És així com van néixer dos barris de la ciutat: Flamengo, i Urca.
Flamengo és sobretot un barri noble de la ciutat, principalment habitat per classes amb recursos i la seva platja és relativament poc freqüentada pels turistes comparada amb Copacabana o Ipanema.
El barri Flamengo és igualment conegut pel seu club de futbol, el Clube de Regatas do Flamengo, popular en el conjunt del territori i aparador del futbol brasiler als anys 1980.

## Etimologia
Segon la versió més difosa, el nom Flamengo fa referència al navegador neerlandês Olivier van Noort, que va intentar envair la ciutat el segle xvi a partir de la Platja del Flamengo. Els naturals dels Països Baixos eren històricament designats com a flamencs (flamengos en portuguès), els provinents de Flandes.
A més d'aquesta versió, hi ha altres orígens possibles per al nom Flamengo, a les quals l'historiador Brasil Gérson fa al·lusió en la seva obra História das Ruas de Rio.

I està relacionada amb la presència de molts flamencs portats al Brasil de les regions banyades per la mar Mediterrània. N'hi hauria tants que un oficial alemany dels batallons estrangers del Primer Regnat, Carl Schlichthorst, va escriure, en el seu llibre de memòries "O Rio de Janeiro como ele é, uma vez e nunca mais".
| « | ...i els flamencs passen volant amb l'esplendor dels seus colors vius i les papallones multicolors d’una mida sense precedents... | » |

Un altre origen possible és que el barri, anteriorment conegut per altres noms, com Aguada dos Marinheiros, va passar a dir-se Flamengo pels propietaris portuguesos provinents de la freguesia portuguesa de Flamengos, localitzada en el municipi d'Horta, en l'Illa de Faial, Açores. També és possible que aquests propietaris hagin estat devots de N. Sra. da Luz do Vale dos Flamengos.

## Història

Platja del Flamengo, 1949. Arxiu Nacional.

Els orígens del barri del Flamengo, remunten al període del “descobriment” de la Badia de Guanabara. Ja a finals de 1503 o inici de 1504, el navegador Gonçalo Coelho abastia d'aigua la seva expedició en la boca del riu Carioca, que desembocava en l'actual Platja del Flamengo. Encara que els portuguesos anomenaven el lloc d'Aguada dos Marinheiros, els tamoios influenciaran en el canvi del nom a riu Carioca en funció d'una fàbrica construïda allà. Carioca, en la llengua dels tamoios, vol dir casa blanca (cari - blanc; oca – casa).
Martins Afonso de Souza arriba a Rio el 1530, i desembarca en la boca del riu Carioca, regió coneguda pels indis com Uruçu-Mirim (abella petita en la llengua dels tamoios), que quedava on avui està el Carrer Barão del Flamengo. El 1531, Pero Lopes de Souza, que formava part de l'expedició de Martins Afonso de Souza, construeix la primera casa de pedra de la ciutat, en la boca del riu Carioca, que va ser la primera edificació del gènere existent en les tres Amèriques. Aquesta casa va servir d'habitatge al primer jutge de la ciutat, Pedro Martins Nuvi, nomenat el 1565 per Estácio de Sá. La casa va ser destruïda per un temporal, sent reconstruïda en el segle XVII per a servir d'habitatgSebastião Gonçalvese al sabater portuguès que hi va residir de 1606 a 1620. Per això, en l'època, la Platja del Flamengo va ser denominada de Platja del Sapateiro. A la casa de pedra va existir per un període de dos-cents anys desapareixent segle xviii.
El primer senyal d'urbanització de Flamengo va ser una carretera construïda en el segle XVII per a dur la producció de sucre de l'Engenho D’El Rei, que quedava en l'actual Lagoa, al Porto do Rio. Però va ser en l'administració de l'Alcalde Pereira Passos (1902-1906), amb l'obertura de l'Avinguda Beira-Mar, que la regió es va modernitzar i Flamengo va guanyar un grapat d'edificis i palauets elegants. L'avinguda, que anava de l'Avinguda Rio Branco a Botafogo, era considerada, en la inauguració, un dels llocs més bonics del món.

## Galeria d'imatges

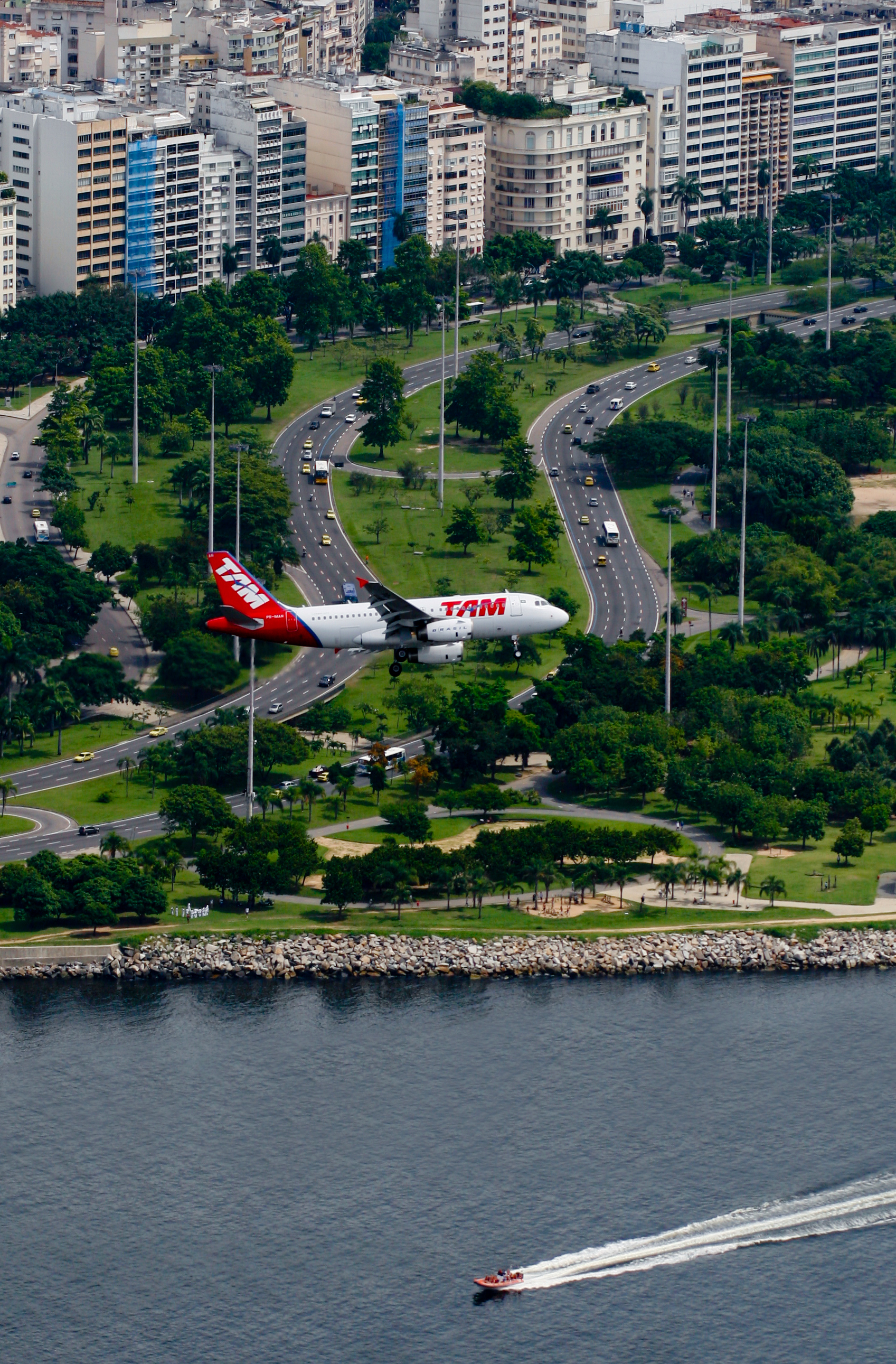
Parc Brigadeiro Eduardo Gomes, en la seva part localitzada en el barri
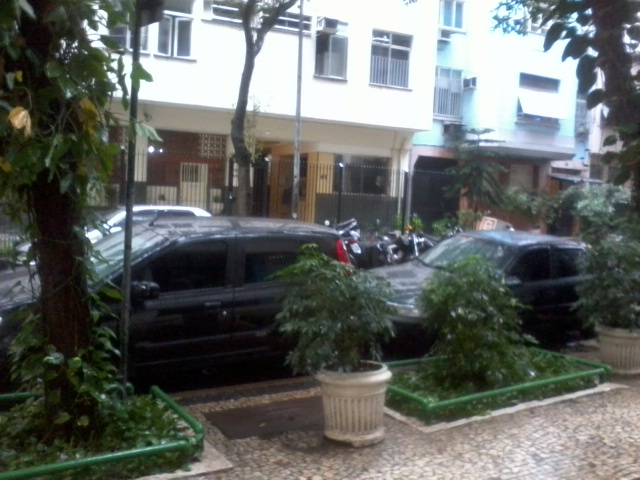
El Carrer Almirante Tamandaré, pròxima a Largo do Machado